# Ándalus Líneas Aéreas
Ándalus Líneas Aéreas foi uma empresa da Espanha que operou de 2009 até 2010. 

## Frota

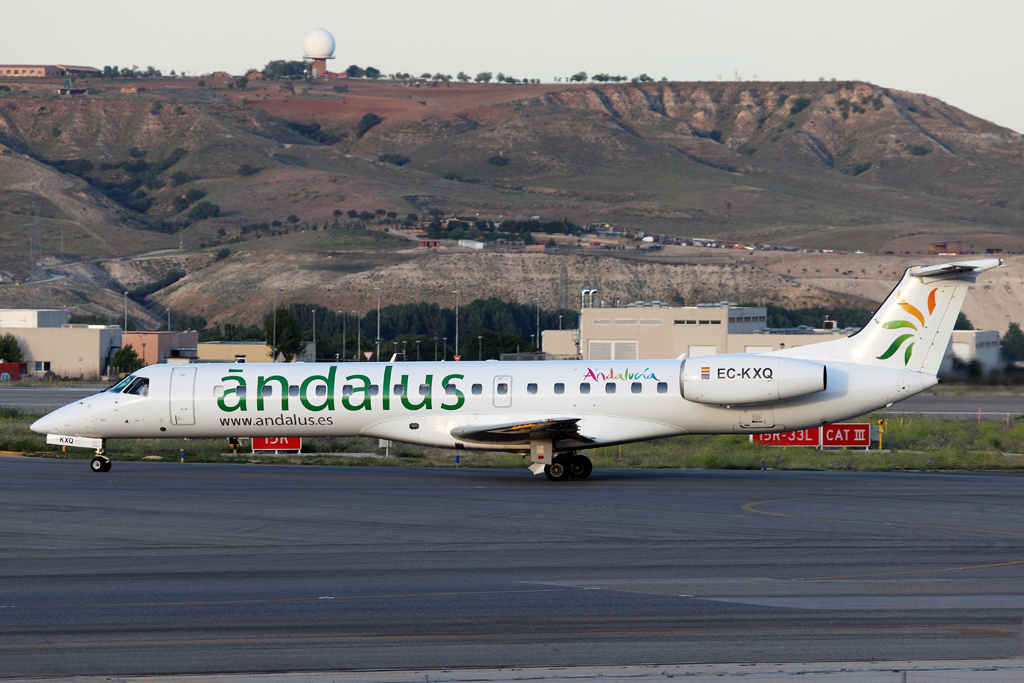
Embraer EMB-145 da Ándalus Lineas Aéreas.

Em 2010.
- 1 ATR-42
- 1 Embraer EMB-145